# Фернандо Мартин
Фернандо Мартин Еспина (шп. Fernando Martín Espina; Мадрид, 25. март 1962 — Мадрид, 3. децембар 1989) је био шпански кошаркаш. Играо је на позицијама крилног центра и центра.

## Биографија
Мартин је дебитовао 1979. године у дресу Естудијантеса, а у Реал из Мадрида је стигао три године касније. На првом мечу у "краљевском" клубу постигао је невероватних 50 поена. У НБА лиги се обрео 1986. године, иако је драфтован сезону раније. Био је други драфтовани играч из Европе у историји (први је Бугарин Георги Глучков). Као 38. пик одабран је од стране Њу Џерси нетса (данас Бруклин нетси), али за њих није играо, већ је у наредној сезони потписао уговор са Портландом. Није оставио већи траг у НБА, јер је поверење у играче из Европе тада било веома слабо. У НБА лиги је у игру улазио на 24 меча и постигао 22 поена за 146 минута на паркету. Као играч Реала је освојио четири првенства, три Купа краља, два Купа победника купова и по један Интерконтинентални куп и Куп Кораћа.
У репрезентацији Шпаније је играо од 1980. године, одиграо је 72 утакмице (50 победа) и постигао 998 поена (13.9 по мечу). Учествовао је на Европским првенствима 1981. у Чехословачкој, 1983. у Француској (освојио сребрну медаљу) и 1985. у Немачкој, Светским првенствима 1982. у Колумбији и 1986. у Шпанији, а на Олимпијским играма 1984. у Лос Анђелесу се окитио сребрном медаљом.
Фернандо Мартин је 1991. године изабран за једног од 50 најбољих играча у историји ФИБА. Члан је и Куће славних највеће светске кошаркашке организације (класа 2007). У Мартинову част Реал из Мадрида је након његове смрти повукао из употребе број 10.
Погинуо је у недељу 3. децембра 1989. године у саобраћајној несрећи на ауто-путу Мадрид-Сарагоса. Приликом укључивања на главни пут, Мартин је, због превелике брзине, изгубио контролу над возилом. Аутомобил се преврнуо, пробио ограду и директно сударио са возилом које је ишло из супротног смера. Кошаркаш је на лицу места преминуо.